# Tarot
I Tarot (termine inglese per indicare i tarocchi) sono un gruppo musicale heavy metal finlandese fondato nel 1985 dai fratelli Marco e Zachary Hietala.

## Storia del gruppo
Il gruppo viene fondato nel 1985 dai fratelli Marco e Zachary Hietala con il nome originale di Purgatory. Quando la band arrivò alle soglie di un accordo di registrazione con l'etichetta discografica Flamingo Records, fu loro richiesto il cambiamento del nome, che divenne così Tarot.
Il primo singolo, Wings of Darkness, fu pubblicato nel 1986 e in seguito nello stesso anno uscì anche il loro primo album Spell of Iron. L'anno successivo venne pubblicato un nuovo singolo, Rose On the Grave e nel 1988 uscì il secondo album, Follow Me Into Madness.
Dopo il secondo album seguì qualche anno di silenzio sul fronte dei dischi, e la formazione della gruppo subì alcuni mutamenti. Il chitarrista Mako H. si allontanò dal gruppo, mentre il tastierista Janne Tolsa ne entrò a far parte. Cinque anni dopo Follow Me Into Madness fu pubblicato il terzo studio album del gruppo, To Live Forever. I Tarot ottennero una buona notorietà in Giappone, dove nel 1994 pubblicarono il loro primo live (registrato da un concerto tenuto al Tavastia Club a Helsinki). Parte dei brani del live album fu pubblicata anche nel bonus CD in edizione limitata con il successivo studio album Stigmata.
Ci fu qualche anno di silenzio finché nel 1998 fu pubblicato For the Glory of Nothing. Lo stesso anno in Giappone uscì anche la prima raccolta dei Tarot Shining Black. Durante quegli anni il gruppo fece molti concerti in tutta la Finlandia.
Oltre ai Tarot, il bassista e cantante Marco Hietala era attivo nei gruppi Sinergy e Conquest. Con l'entrata di Marco nei Nightwish nel 2002 anche i Tarot acquisirono maggiore successo. Nel 2003, cinque anni dopo la pubblicazione in Giappone, la raccolta Shining Black fu pubblicata anche nel resto del mondo. Il gruppo ottenne poi un contratto con la Spinefarm Records, e il settimo studio album Suffer Our Pleasures fu pubblicato successivamente nello stesso anno.
Nel 2006 furono pubblicate le versioni rimasterizzate dei primi sei album del gruppo, che includevano anche materiale inedito. Le nuove pubblicazioni furono seguite nel maggio dello stesso anno dal nuovo singolo You che raggiunse, per la prima volta nella storia del gruppo, la prima posizione nella classifica dei singoli della Finlandia. Allo stesso tempo anche nella formazione del gruppo avvenne un piccolo cambiamento: dopo circa dieci anni di presenza nei Tarot, Tommi Salmela fu nominato ufficialmente secondo cantante della formazione. Anche la casa discografica fu cambiata con la King Foo Entertainment. Alla fine dell'anno uscì l'ottavo album del gruppo Crows Fly Back.
Il 9 dicembre è stato annunciato il nuovo album, Gravity of Light, uscito il 10 marzo 2010 in Finlandia e nei mesi successivi in Europa e America.

## Formazione

### Formazione attuale
- Marco Hietala - voce, basso (1982)
- Zachary Hietala - chitarra (1982)
- Janne Tolsa - tastiere (1988)
- Tommi "Tuple" Salmela - sampler, voce addizionale (2006)

### Ex componenti
- Mako H - chitarra (1982–1988)
- Pecu "Spede" Cinnari – batteria (1982–deceduto nel 2016)

## Discografia

### Album in studio
- 1986 - Spell of Iron
- 1988 - Follow Me into Madness
- 1993 - To Live Forever
- 1995 - Stigmata
- 1998 - For the Glory of Nothing
- 2003 - Suffer Our Pleasures
- 2007 - Crows Fly Black
- 2010 - Gravity of Light
- 2011 - The Spell of Iron MMXI

### Live
- 1994 - To Live Again
- 2008 - Undead Indeed

### Raccolte
- 2003 - Shining Black